# 네우송 피케트
네우송 피케트 소투 마이오르(Nelson Piquet Souto Maior, 1952년 8월 17일 ~ )은 브라질의 전직 자동차 경주 선수이자 사업가이다. 1981년, 1983년과 1987년 포뮬러 원 월드 드라이버 챔피언을 달성했다.
1971년, 1972년 브라질 카트 챔피언을 달성하고 1976년 포뮬러 비 프라질 챔피언십을 달성했다. 에머슨 피티팔디의 조언으로 유럽으로 이주해 1978년 포뮬러 3에서 재키 스튜어트의 최다승 기록을 갱신했다.
1978년 엔사인 팀 소속으로 포뮬러 원에 데뷔하였으며 맥라렌, 브래범 소속으로 출전했다. 1980년 브래범 소속으로 드라이버 챔피언십 2위를 달성했으며 1981년과 1983년 드라이버 챔피언십을 우승했다. 1986년 윌리엄스로 이적하였으며 1987년 팀메이트인 나이절 만셀과의 경쟁 끝에 드라이버 챔피언십을 우승했다. 1988년 로터스, 1990년 베네통으로 이적하였고 1991년 은퇴하였다.
포뮬러 원에서 은퇴한 이후 인디애나폴리스 500에 출전하였으며, 그밖에도 다양한 스포츠카 레이스에 참가하였다. 현재는 브라질에서 사업을 하고 있으며 아들인 네우송 피케트 주니오르와 페드루 피케트 또한 프로 자동차 경주 선수이다.